# بل‌داغی (آماسیه)
بل‌داغی (به ترکی استانبولی: Beldağı) یک منطقهٔ مسکونی در ترکیه است که در آماسیه واقع شده‌است.